# Isotoma ekmani
Isotoma ekmani är en urinsektsart som beskrevs av Fjellberg 1977. Isotoma ekmani ingår i släktet Isotoma och familjen Isotomidae. Inga underarter finns listade i Catalogue of Life.